# Rivière Blanche (rivière Ruban)
Pour les articles homonymes, voir Rivière Blanche et Blanche.
La rivière Blanche est un affluent de la rivière Ruban, coulant vers le sud dans le canton de Huot, dans le territoire de La Tuque, en Mauricie, dans la province de Québec, au Canada.
Le cours de la rivière coule entièrement en zones forestières. La partie inférieure de la rivière est desservie par la route forestière 457.

## Géographie
La rivière Blanche prend sa source à l'embouchure du lac Ellwood (longueur : 5,8 km ; altitude : 438 m). Ce lac reçoit les eaux du ruisseau Elliot, la décharge du lac Collins et du lac Basile, du ruisseau Noran (via la Baie Wabassi). L’embouchure du lac Ellwood est située à 11,0 km au nord de la confluence de la rivière Blanche, à 28,4 km au nord-ouest du centre du village de Wemotaci et à 125 km au nord-ouest du centre-ville de La Tuque.
À partir du lac Ellwood, la rivière Blanche coule sur 13,7 km, selon les segments suivants :
- 2,4 km vers le sud-ouest, jusqu'à la décharge du lac Bud (venant du sud-ouest) ;
- 4,8 km vers le sud, en formant un crochet vers l'est, jusqu'à la rive nord du lac Morin ;
- 4,6 km vers le sud, en coupant la route forestière 457, jusqu'à la confluence de la rivière Blanche Nord-Ouest (venant du sud) ;
- 1,9 km vers l'est, jusqu'à la confluence de la rivière[2].

La rivière Blanche se déverse dans le canton de Huot sur la rive nord-ouest de la rivière Ruban. La confluence de la rivière Blanhce est située à :
- 7,3 km au nord-ouest du centre du village du hameau de Casey ;
- 40,3 km à l'est du centre du village de Parent (La Tuque) ;
- 22,6 km à l'ouest du centre du village de Wemotaci ;
- 116 km au nord-ouest du centre-ville de La Tuque.

## Toponymie
Le toponyme Rivière Blanche a été inscrit officiellement le 5 décembre 1968 à la Banque des noms de lieux de la Commission de toponymie du Québec.